# ديزاين اندابا
ديزاين اندابا هي علامة تجارية تأسست عام 1995 على يد Interactive Africa  تركز على مجال التصميم مستخدمة شعار «عالم أفضل من خلال الإبداع». ديزاين اندابا يقيم سلسلة من البرامج والمشاريع الإبداعية، وهو معروف على نطاق واسع بمهرجانه السنوي الذي يقام في جنوب إفريقيا، ولا سيما المؤتمر الرئيسي الذي يستمر لمدة ثلاثة أيام والذي يتم استضافته في كيب تاون ويتم بث المؤتمر على الهواء مباشرة إلى مدن مختلفة، بما في ذلك مؤخرًا جوهانسبرج ودربان ونيروبي وويندهوك وكمبالا ولوزان. كما يسمى الإشارة إليه باسم «مؤتمر الإبداع».

## تاريخ
تأسست ديزاين اندابا في المؤتمر الافتتاحي في عام 1995، والذي استضاف 11 متحدثًا على مدار يومين. وقد نمت منذ ذلك الحين لاستضافة أكثر من 30 متحدثًا من جميع أنحاء العالم  وتم تسميتها من قبل الكثيرين لتكون واحدة من أفضل المؤتمرات الإبداعية في العالم. في قائمتها لأفضل «52 مكانًا للذهاب إليه في عام 2014»،  وصفت صحيفة نيويورك تايمز ديزاين اندابا بأنها «الفنون البصرية السنوية المذهلة» وجزء من النهضة الإبداعية للمدينة.

## مهرجان ديزاين اندابا
يعد مؤتمر ديزاين اندابا مجرد جزء واحد من مهرجان إبداعي يستمر أسبوعًا، يُعرف باسم مهرجان ديزاين اندابا. يتألف المهرجان في مجمله من المؤتمر، ومهرجان سينمائي،  وسلسلة من المعارض بما في ذلك برنامج المبدعين الناشئين السنوي ، وفعاليات موسيقية متنوعة وعروض أخرى. يقام الحدث الرئيسي في كيب تاون، وآخرها في مركز مسرح أرتسكيب، وتستضيف مدن مختلفة في إفريقيا وأوروبا أيضًا بثًا متزامنًا للمؤتمرات والمعارض والفعاليات الطرفية.

## مؤتمر ديزاين اندابا
يُعقد مؤتمر ديزاين اندابا في كيب تاون منذ عام 1995، مرتين سنويًا حتى عام 2001 ومنذ ذلك الحين سنويًا. يمثل المتحدثون في المؤتمر مجموعة واسعة من مجالات التصميم والصناعات الإبداعية، مع التركيز على قيادة الفكر الدولي وحل المبتكر للمشكلات،  تماشيا مع روح الشركة المتمثلة في «عالم أفضل من خلال الإبداع». إلى جانب المهنيين من تخصصات التصميم التقليدية مثل الهندسة المعمارية وتصميم المنتجات وتصميم الجرافيك والاتصالات والأزياء وتصميم الأثاث والتفكير التصميمي وتعليم التصميم، شمل برنامج السنوات الأخيرة الطهاة والموسيقيين والفنانين المرئيين وصانعي الأفلام ومؤسسي الأعمال الإبداعية في قائمة متحدثي ديزاين اندابا. يستضيف مؤتمر كيب تاون الذي يستمر ثلاثة أيام والبث 4500 شخص.

## ديزاين اندابا دو تانك Indaba Do Tank
براعية مستقلة من ديزاين اندابا ترست Design Indaba Trust. يتكون ديزاين اندابا دو تانك من مشاريع ومبادرات مصممة للصالح العام. وتشمل هذه "Your Street Challenge" «تحدي شارعك»،  مشروع الإسكان منخفض التكلفة 10x10 Another Light Up  سنوب  ونصب Arch For Arch تكريما لرئيس الأساقفة ديزموند توتو.